# Тяньхэ-2
Тяньхэ-2 (кит. трад. 天河二號, упр. 天河二号, пиньинь Tiānhé-2, буквально: «Млечный путь-2») — суперкомпьютер, спроектированный Оборонным научно-техническим университетом Народно-освободительной армии Китайской Народной Республики и компанией Inspur.
Пока суперкомпьютер находится в Оборонном научно-техническом университете НОАК, но позже его установят в Национальном суперкомпьютерном центре в Гуанчжоу. Сначала планировалось закончить проект в 2015 году, но его удалось запустить досрочно.
Тяньхэ-2 занял первое место в рейтинге TOP500 суперкомпьютеров мира в июне 2013 года, но уступил первенство после запуска Sunway TaihuLight. Суперкомпьютер достиг результата в более чем 33,8 Пфлопс в тесте HPL Linpack (33,8 * 1015 операций в секунду), его теоретическая пиковая производительность составляет около 54,9 Пфлопс.

## Описание
Тяньхэ-2 состоит из 16 тысяч узлов, каждый из которых включает 2 процессора Intel Xeon E5-2692 на архитектуре Ivy Bridge с 12 ядрами каждый (частота 2,2 ГГц) и 3 специализированных сопроцессора Intel Xeon Phi 31S1P (на архитектуре Intel MIC, по 57 ядер на ускоритель, частота 1,1 ГГц, пассивное охлаждение). На каждом узле установлено 64 ГБ (16 модулей) оперативной памяти типа DDR3 ECC и дополнительно по 8 ГБ GDDR5 в каждом Xeon Phi (всего 88 ГБ). В общей сложности, количество вычислительных ядер достигает 3,12 миллиона (384 тысячи Ivy Bridge и 2736 тыс. Xeon Phi), что является крупнейшей публичной инсталляцией таких процессоров.
Каждый узел занимает половину материнской платы (Compute blade), 8 плат устанавливаются в одно шасси (Compute frame). В стойке с каждой стороны размещается по 4 шасси, в суперкомпьютере использовано 125 стоек с вычислительными узлами, 13 стоек с сетевым оборудованием и 24 стойки системы хранения данных. Производительность одного узла достигает 3,432 Тфлопс, из них 0,422 Тфлопс — за счет процессоров Ivy Bridge.
Кроме компонентов Intel, в суперкомпьютере также используются китайские разработки: оптоэлектрическая сеть TH-Express 2 (топология Fat tree), 16-ядерные процессоры Galaxy FT-1500 (4096 штук, архитектура Sparc v9, 40 нм, 1,8 ГГц), модель программирования OpenMC, материнские платы с высокой плотностью.
Используется ОС Kylin Linux. Доступные языки и технологии: Fortran, C, C++, Java, OpenMP, MPI 3.0 (MPICH2 3.0.4, каналы GLEX).
Система хранения данных имеет объём 12,4 ПБ и использует гибридную файловую систему H2FS.
По оценкам СМИ, создание суперкомпьютера обошлось в сумму порядка 200—300 миллионов долларов.
Потребление электричества суперкомпьютером оценивается в 17,8 МВт.

## Планировавшееся обновление в 2015 году
Университет Sun Yat-sen и округ Guangzhou планировали удвоить размеры системы в течение 2015 года (до 110 теоретических ПФлопс), однако в начале 2015 года правительство США отказало в прошении Intel предоставить экспортную лицензию на центральные процессоры и сопроцессоры для этого проекта; также разработчики компьютера были внесены в список обязательного рассмотрения (лицензирования) каждой поставки по экспортному законодательству США в связи с подозрением об их участии в разработке оружия массового уничтожения (ядерного).
По анализу Wall Street Journal, подобные действия правительства не только ударят по Intel и её продажам, но также ускорят развитие собственных процессоров и технологий Китая. Следующий китайский суперкомпьютер, представленный летом 2016 года, Sunway TaihuLight, был построен с использованием процессоров ShenWei SW26010, разработанных в Китае.
По состоянию на ноябрь 2015 года суперкомпьютер заявлен в рейтинге Top500 в конфигурации, совпадающей с изначальной.